# Eddy Posthuma de Boer
Eduard (Eddy) Posthuma de Boer (Amsterdam, 30 mei 1931 – aldaar, 25 juli 2021) was een Nederlands fotograaf. Posthuma de Boer is vooral bekend van zijn portretten van gewone mensen en zijn portretten van Nederlandse schrijvers.

## Leven en werk
Eddy Posthuma de Boer was een van de belangrijkste fotografen van Nederland.  Zijn carrière begon in 1948 als foto-assistent bij het ANP. In de jaren 50 ging hij reportages maken. Posthuma de Boer bleef altijd als zelfstandig fotograaf werken. Hij werkte voor een uitgebreid aantal opdrachtgevers, onder meer Het Parool, de Volkskrant, Time-Life, KRO-Studio, Avenue, Holland Herald en Sabena-Revue. Daarnaast maakte hij veel vrij werk. Posthuma de Boer werd vooral bekend omdat hij het leven van alledag, zowel in Nederland als ver daarbuiten, op een niet-nadrukkelijke manier kon vastleggen. Verder vallen zijn portretten van kunstenaars op: foto's van schrijvers, schilders en muzikanten, onder wie Nescio, Reve, Mulisch, Willem de Kooning, The Beatles en honderden anderen.
Vanaf het eerste nummer op 7 april 2017 was Posthuma de Boer met een foto en column present in de tweewekelijkse opiniekrant Argus. Vanaf 2018 vulde hij bovendien met zijn dochter Eva een wekelijkse column over fotografie in de Volkskrant: 'Een foto van hem, een tekst van haar'.
Werk van Posthuma de Boer is onder meer te vinden in het Fotomuseum Den Haag en in het Rijksmuseum.

## Tentoonstellingen (keuze)
- 1978 - Amsterdam, Canon Gallery
- 1979 - Parijs, Galerie Phot'Oeil
- 1996 - Breda, De Beyerd: Voor het oog van de Wereld
- 2002 - Amsterdam,  Huis Marseille
- 2005 - Den Haag, Letterkundig Museum: Schrijversportretten (met dochter Tessa PdB)
- 2006 - Rotterdam, Kunsthal: Gezichten van de Wereld
- 2008 - Scheveningen, Beelden aan Zee: Beelden van Glorie en Verval
- 2009 - Amsterdam, Galerie Weesperzijde: Al Jazeerah
- 2011 - Rotterdam,Kunsthal: Amerikanen, Afrikanen en Arabieren
- 2016 - Le Café Parisien, Saulieu, Sueur de son front
- 2020 - Fotomuseum, Den Haag
- 2024 - Museum für Kommunikation (Berlijn)

## Persoonlijk
Posthuma de Boer trouwde in 1961 met de musicologe en journaliste Henriette Klautz, een dochter van Ted Klautz. Schrijfster Eva Posthuma de Boer en fotografe Tessa Posthuma de Boer zijn hun dochters.
In 2019 kreeg hij thuis in zijn woning in Amsterdam-Oost een herseninfarct. Op 15 juli 2021 viel hij van de trap.
Hij overleed op 25 juli 2021 op 90-jarige leeftijd in het Amsterdam UMC. "Hij stierf in het harnas", schreef Rudie Kagie in een In Memoriam van het blad Argus. Zijn laatste bijdrage verscheen in Argus van 3 augustus 2021.

## Publicaties (selectie)
- Eddy Posthuma de Boer, 90. Negentig jaar, negentig foto's, negentig columns, Amsterdam, Arguspers, 2021
- Eddy & Tessa Posthuma de Boer: Muggen en olfianten. Amsterdam, Ambo/Anthos, 2020. ISBN 9789026354021
- Door het oog van de tijd. De Reve-foto's van Eddy Posthuma de Boer. Varik, De Weideblik, 2015. ISBN 978-90-77767-54-2
- Het menselijk bestaan. De wereld van fotograaf Eddy Posthuma de Boer. Eindhoven, Lecturis, 2015. ISBN 978-94-6226113-6
- Eddy & Tessa Posthuma de Boer: 222 Schrijvers. Literaire portretten. Amsterdam, Bas  Lubberhuizen, 2005. ISBN 9789059370906
- Bertus Aafjes & Eddy Posthuma de Boer: Carnaval. Utrecht, Bruna, 1968
- Adriaan Morriën & Eddy Posthuma de Boer: Amsterdam Leiden, Stafleu, 1959